# マリア・フェルナンダ・プエンテ
マリア・フェルナンダ・プエンテ（スペイン語: Maria Fernanda Puente、女性、1980年8月31日 - ）は、メキシコ、モンテレイ出身のフィギュアスケート選手（シングル）。1999年四大陸フィギュアスケート選手権メキシコ代表。

## 主な戦績
| 大会/年        | 1997-98 | 1998-99 |
| -------------- | ------- | ------- |
| 四大陸選手権   |         | 20      |
| メキシコ選手権 | 1       | 3       |

### 詳細
| 1998-1999 シーズン |                                                        |    |    |      |
| 開催日             | 大会名                                                 | SP | FS | 結果 |
| 1999年2月21日-28日 | 1999年四大陸フィギュアスケート選手権（ハリファックス） | 20 | 20 | 20   |